# Heteronyx laminatus
Heteronyx laminatus är en skalbaggsart som beskrevs av Blackburn 1890. Heteronyx laminatus ingår i släktet Heteronyx och familjen Melolonthidae. Inga underarter finns listade i Catalogue of Life.